# Three Men and Adena
"Three Men and Adena" é o quinto episódio da primeira temporada da série policial Homicide: Life on the Street. Ele foi exibido pela primeira vez nos Estados Unidos no dia 3 de março de 1993 pela NBC. O episódio foi escrito por Tom Fontana e dirigido por Martin Campbell. Os detetives Pembleton e Bayliss têm apenas doze horas para arrancar uma confissão de Risley Tucker sobre o assassinato da menina Adena Watson. O episódio se passa quase que inteiramente dentro da sala de interrogatórios da polícia e com apenas três atores em cena.
Fontana inspirou-se em um comentário feito peor Barry Levinson durante as filmagens de "Gone for Goode" para escrever este episódio. Porções dos diálogos de "Three Men and Adena" foram tiradas das investigações do caso de Latonya Kim Wallace em 1988, que inspirou o de Adena Watson, e de pesquisas realizadas pelo roteirista. Campbell mudou constantemente a posição da câmera para impedir que o episódio ficasse cansativo, filmando várias páginas do roteiro a cada tomada.
Tucker foi interpretado pelo ator de teatro e cinema Moses Gunn, marcando seu último papel antes de falecer em dezembro de 1993. "Three Men and Adena" foi assistido por 7.08 milhões de domicílios em sua exibição original, uma das piores audiências do horário. Entretanto, o episódio foi aclamado pela crítica; ele foi considerado um dos melhores episódios de Homicide: Life on the Street, sendo eleito o 74º melhor momento da história da televisão pela Entertainment Weekly. Tom Fontana venceu o Primetime Emmy Award de Melhor Roteiro em Série Dramática.

## Enredo
Os detetives Tim Bayliss e Frank Pembleton se preparam para interrogar Risley Tucker, um idoso vendedor de frutas. Bayliss está convencido que Tucker assassinou Adena Watson, uma menina de onze anos de idade, porém Pembleton não tem tanta certeza. Como eles já interrogaram Tucker várias vezes, a justiça não permitirá que eles o incomodem novamente, assim os detetives têm apenas doze horas para arrancar uma confissão antes que ele seja liberado. Pembleton começa sendo amigável, porém Bayliss, que envolveu-se pessoalmente com o caso, fica mais agressivo. Adena trabalhava para Tucker, cuidando de seu cavalo. Pembleton levanta a questão do alcoolismo de Tucker, porém o homem diz que parou de beber porque costumava desmaiar, insistindo que a última vez que bebeu foi há dezesseis meses. Tucker também fala que não via Adena fazia três dias antes dela ter sido encontrada morta, porém Bayliss mostra que ela tinha fuligem na saia que combinava com aquela encontrada em sua fazenda, indicando que ela esteve no local no dia em que foi morta.
Em um momento de raiva, Bayliss quase queima o rosto de Tucker em um cano quente, porém Pembleton o impede. Tucker continua a insistir que não matou a menina, concordando em submeter-se ao teste do polígrafo. Quando Bayliss deixa a sala, Pembleton conversa com Tucker calmamente, tentando fazer com que o suspeito confie nele. Pembleton sugere que ele bebeu e apagou na noite em que matou Adena, e quase consegue uma confissão antes de Tucker insistir mais uma vez ser inocente. Com apenas quatro horas restantes, Bayliss retorna e diz que Tucker falhou no teste do polígrafo. Os dois detetives se unem contra Tucker, falando rapidamente e o intimidando ao repetirem as mesmas perguntas. Eles levantam sua acusação de estupro de uma menina de quatorze anos, sugerindo que Tucker tentou fazer sexo com Adena e a matou por ela ter resistido. Eles confrontam Tucker com fotos do corpo de Adena na cena do crime e perguntam se ele tem certeza não ser o assassino; em um momento de confusão, ele responde, "Nesse momento não, não tenho".
Com menos de uma hora restante e ainda sem nenhuma confissão, os detetives estão exaustos, e Tucker vira o jogo. Ele afirma que Pembleton tem a atitude de um homem tentando se distanciar de sua herança afro-americana e tem vergonha de ser negro. Tucker também acusa Bayliss de ter um "lado negro" dentro de si que ele tem medo de assumir. Eventualmente, Tucker admite ter tido sentimentos pedófilos por Adena, e sente vergonha que "um grande amor da minha vida foi uma menina de onze anos". Ele começa a chorar, porém continua afirmando não ser o assassino. O período de doze horas termina e os detetives falham em conseguir uma confissão. Tucker é liberado e Bayliss fica arrasado por não ter encerrado o caso. Pembleton, agora com um respeito renovado por seu parceiro, tenta confortá-lo dizendo estar convencido que Tucker é o assassino, porém Bayliss já não tem mais tanta certeza.

## Produção
"Three Men and Adena" foi dirigido por Martin Campbell e escrito por Tom Fontana, produtor executivo de Homicide: Life on the Street. A sala de interrogatórios na divisão de homicídios, coloquialmente chamada pelos detetives de "A Caixa", é um cenário que aparece em quase todos os episódios da série. Ao filmar uma cena de interrogatório em "Gone for Goode", o primeiro episódio do programa, o diretor Barry Levinson comentou com Fontana que a atuação dos atores Andre Braugher e Kyle Secor era tão boa que um episódio inteiro poderia ser filmado apenas dentro daquela sala. O comentário parcialmente inspirou Fontana a escrever "Three Men and Adena". Fontana disse, "Só tive coragem para escrever aquele episódio pelo fato de eu ter visto no episódio piloto o que [Braugher e Secor] podiam fazer". O episódio inteiro se passa praticamente dentro da sala de interrogatórios com Braugher, Secor e Moses Gunn, o ator de cinema e teatro que interpretou Risley Tucker. Esse foi o último papel de Gunn antes de sua morte em dezembro de 1993. Fontana reconheceu o risco de produzir um episódio tão incomum já na quinta semana no programa, porém afirmou, "Era importante para Barry Levinson e eu estabelecer que não iríamos fazer toda semana sempre o mesmo programa".
"Three Men and Adena" marca a conclusão do caso de assassinato de Adena Watson, um arco de história que começou no início da temporada. O caso Watson foi baseado no assassinato real de Latonya Kim Wallace em 1988, que foi contado em Homcide: A Year on the Killing Streets, o livro de não-ficção escrito por David Simon em 1991 que serviu como base para Homicide: Life on the Street. Elementos do interrogatório mostrado em "Three Men and Adena" foram tirados de interrogatórios reais realizados pela polícia no caso Wallace. O caso nunca foi solucionado, e Fontana insistiu para o caso Watson da série permanecer irresoluto também, apesar da pressão feita pela NBC para uma conclusão mais satisfatória. Fontana disse, "Nunca resolvemos o caso porque achamos que seria um disserviço à verdadeira garota, ter essa solução falsa na TV. Porque não está bem que ela morreu e que ninguém nunca foi responsabilizado". A cena em que Tucker admite por um momento não ter certeza em sua cabeça se não cometeu o crime foi inspirada em uma interação real que Fontana encontrou em uma transcrição de um interrogatório policial durante sua pesquisa. O roteirista disse, "Foi tão arrepiante [e] eu fiquei, 'Nossa, como se chega nisso?'".

Em essência, estávamos fazendo uma peça de teatro. Estávamos fazendo uma peça que era tão perigosa, de certo modo, como se estivéssemos no palco e que tudo estivesse acontecendo diante de nossos olhos. E conseguimos emoções humanas bem espontâneas e interessantes ao filmarmos daquela maneira, e eu amei. Eu simplesmente adorei.

— Andre Braugher
Campbell passou três dias se preparando no cenário da "Caixa", analisando cada ângulo para aprender e sentir como era a sensação da sala. Fontana já havia trabalhado como dramaturgo, e "Three Men and Adena" envolve longos diálogos em um único cenário, como um peça de teatro. Os atores filmaram por volta de quatorze páginas de roteiro por dia, e tiveram pouco tempo para ensaios antes da gravação. De acordo com Fontana, Campbell nunca filmou duas cenas do mesmo ângulo, "Então o ponto de vista da câmera fica mudando durante todo o episódio, e você nunca fica cansado de estar naquela sala". Ao filmar o episódio, Campbell gravaria uma única tomada com várias páginas de diálogos, então mudaria a câmera de lugar e filmaria a mesma cena a partir de outro ângulo. Braugher disse que a experiência foi mais parecida com uma peça de teatro do que um episódio de televisão, e que ela permitiu a surgimento de emoções humanas espontâneas nas interpretações. Apesar do diálogo final não ter sido muito diferente daquele no roteiro, Fontana afirmou que o diretor e os atores encontraram seu próprio ritmo e andamento, particularmente durante a série de perguntas rápidas que Bayliss e Pembleton realizam contra Tucker.
O fato de Tucker sair livre mantém um tema recorrente em Homicide: Life on the Street – que a vida nem sempre é justa, e que criminosos às vezes saem impunes com seus crimes, uma convicção que frequentemente colocava os produtores da série em discussão com os executivos da NBC. Fontana escreveu o roteiro para que deliberadamente ficasse ambíguo se Tucker cometeu ou não o homicídio. Ele queria que o personagem tivesse um amor genuíno por Adena Watson, porém que os sentimentos não significassem que ele matou a garota. Braugher elogiou Fontana por criar Tucker como um personagem tridimensional, dizendo, "A genialidade de Fontana está no fato de nunca realmente termos certeza do que há em nossas mãos". O roteirista também queria que Pembleton e Bayliss tivessem interpretações diferentes do mesmo interrogatório; Bayliss começa tendo certeza que o homem é culpado, mas fica incerto ao final, e Pembleton é exatamente o oposto. Vários departamentos de polícia dos EUA pediram cópias de "Three Men and Adena" para serem usadas em treinos devido a sua representação realista das minúcias envolvidas em um interrogatório policial. O interrogatório também apresenta várias táticas policiais que frequentemente não aparecem em programas televisivos do gênero, como a apresentação de pistas falsas na tentativa de conseguir uma confissão.

## Repercussão

### Audiência
Em sua primeira exibição nos Estados Unidos, no dia 3 de março de 1993, "Three Men and Adena" foi assistido por 7,08 milhões de domicílios, de acordo com o índice Nielsen. O episódio teve 7,6 pontos de audiência e 12% de participação. Ele ficou entre as piores audiências do horário dentre os programas de canais abertos, em parte devido a transmissão do American Comedy Awards pela ABC, que foi assistido por 14,7 milhões de domicílios. "Three Men and Adena" também teve uma audiência menor que In the Heat of the Night, da CBS, que foi assistido por 11,82 milhões de domicílios, e Beverly Hills, 90210, da Fox, com 10,33 milhões. Também na NBC naquele dia, a estreia da série Crime and Punishment também teve uma audiência melhor que Homicide: Life on the Street, com 8,47 milhões. Na WRC-TV, afiliada da NBC em Washington, D.C., o episódio foi assistido por apenas 122.166 telespectadores, que localmente foi a audiência mais baixa da noite.

### Crítica
"Three Men and Adena" foi  aclamado pela crítica e foi descrito como um dos episódios mais "clássicos" de Homicide: Life on the Street. O episódio ficou na 74º posição na lista da Entertainment Weekly dos 100 maiores momentos da televisão, e na 15º posição entre os maiores momentos da televisão na década de 1990. Ele também foi escolhido pelo The Baltimore Sun como um dos dez melhores episódios da série. David Zurawik disse que o passado dramaturgo de Fontana estava profundamente infundido no episódio, que ele chamou de uma "hora histórica" que "colocou [três homens] e algumas mobílias [em uma sala] e de alguma forma conseguiu nos mostrar a alma humana e o coração das trevas". Além disso, "Three Men and Adena" esteve na maratona da Court TV em 1999 com os 15 melhores episódios do programa, que foram eleitos por mais de 20.000 votos no website do canal. David Bianculli do New York Daily News afirmou que o episódio "permanece uma das melhores horas dramáticas da TV", elegendo-o como o segundo melhor episódio de televisão já feito, atrás apenas de um episódio de Taxi. Bruce Fetts, da Entertainment Weekly, disse que o episódio era "uma das horas mais poderosas na história do horário nobre", dizendo que a interpretação de Andre Braugher era um "tour de force policial". Alex Strachan do The Vancouver Sun descreveu "Three Men and Adena" como "um dos melhores momentos de Homicide". Ele disse que o episódio era "claustrofóbico, cínico e, em última instância, doloroso" e elogiou particularmente as interpretações de Braugher e Kyle Secor, e o fato da história não ter um final feliz. David P. Kalat, autor do livro Homicide: Life on the Street: The Unofficial Companion, descreveu o episódio como "um surpreendente tour de force de roteiro e atuações que mostra todas as melhores qualidades de Homicide". Ele também elogiou a química entre Braugher e Secor, particularmente quando os dois encontram uma voz em comum durante o interrogatório.
O crítico da Rocky Mountain News, Dusty Sanders, afirmou que a "televisão não fica melhor do que isto", e que o episódio mostrou que a qualidade de Homicide é ancorada em roteiros fortes e na atuação ao invés de que na ação. John Leonard, crítico televisivo e literário, o chamou de "a coisa mais extraordinária que eu já vi na televisão". Leonard elogiou a tensão, o cenário e o roteiro, particularmente quando Tucker vira o jogo contra os detetives. Ele disse que o episódio era melhor do que trabalhos do gênero como Death and the Maiden, de Ariel Dorfman, e os livros de Don DeLillo sobre homens em aposentos pequenos. Lon Grahnke, do Chicago Sun-Times, o chamou de "obra-prima implacável". Manuel Mendoza do The Dallas Morning News considerou "Three Men and Adena" como um dos melhores episódios de Homicide: Life on the Street, elogiando particularmente a interpretação de Moses Gunn. Mendoza disse, "A claustrofobia d'A Caixa contribui para a tensão palpável". David Zurawik disse que o episódio estabeleceu a Caixa como "o palco principal para Pembleton e o centro moral do universo de Homicide". Ele completou escrevendo, "Rígido e minimalista, o episódio foi uma peça de teatro e uma obra de televisão, uma celebração e uma explosão de linguagem; uma ópera urbana raivosa com as vozes de Bayliss e Pembleton se unindo e então desaparecendo enquanto Tucker canta uma ária final de raiva e desprezo". Bruce Weir do Calgary Herald disse que o episódio "é Homicide em seu melhor; brilhantemente escrito, intensamente atuado e sempre surpreendente". Emily Nassbaum, escrevendo para o The New York Times, afirmou que "Three Men and Adena" é o episódio mais proeminente da série, descrevendo-o como "uma vitrine poderosa para seu diálogo esperto e incisivo, e sua vontade de explorar os clichês das séries de detetive ao invés de repeti-los". Howard Rosenberg do Los Angeles Times afirmou que ele era um "estudo de personagens mesmerizante [e] complexo", dizendo que Gunn teve a melhor interpretação dentre os atores convidados da temporada. Grant Tinker, antigo presidente da NBC, afirmou, "Eu achei incrível".

### Prêmios
Tom Fontana venceu o Primetime Emmy Award de Melhor Roteiro em Série Dramática por "Three Men and Adena". Foi um de dois prêmios que Homicide: Life on the Street recebeu no Emmy Awards 1993, com Barry Levinson vencendo o prêmio de Melhor Direção em Série Dramática pelo episódio "Gone for Goode".